# Jay Triano
Howard James „Jay” Triano (ur. 21 września 1958 w Tillsonburgu) – kanadyjski trener koszykarski oraz koszykarz w latach 70. i 80. Posiada włoskie pochodzenie. Obecnie asystent trenera w zespole Sacramento Kings.
Karierę koszykarską rozpoczynał podczas studiów na uniwersytecie Simona Frasera, gdzie z wynikiem 2,616 jest rekordzistą w liczbie zdobytych punktów. W 1981 roku został wybrany z 81 numerem draftu NBA przez Los Angeles Lakers. Przez 11 lat był reprezentantem Kanady, uczestnicząc wraz z nią na dwóch Igrzyskach Olimpijskich: w 1984 i 1988. W 1995 roku pracował jako dyrektor ds. stosunków społecznościowych w Vancouver Grizzlies, a trzy lata później został mianowany głównym trenerem reprezentacji Kanady. W latach 2002–2008 pracował jako asystent w Toronto Raptors, a po zwolnieniu Sama Mitchella objął stanowisko głównego trenera, stając się pierwszym kanadyjskim trenerem w historii NBA. Podczas trzech lat pod jego wodzą, Raptors ani razu nie awansowali do playoffs. W sierpniu 2012 został asystentem trenera w Portland Trail Blazers.
24 maja 2018 objął stanowisko asystenta trenera w klubie Charlotte Hornets. 20 maja 2022 został asystentem trenera Sacramento Kings.

## Osiągnięcia
Na podstawie, o ile nie zaznaczono inaczej.

### Zawodnicze
Drużynowe
- Mistrz:
  - Kanady (1985)
  - Amateur Athletic Union (AAU – 1985, 1987, 1988)

Indywidualne
- Sportowiec Roku Niagara Falls (1982)
- Uczelnia Simon Fraser zatsrzegła należący do niego numer 12

Reprezentacja
- Mistrz uniwersjady (1983)
- Wicemistrz Ameryki (1980)
- Brązowy medalista:
  - mistrzostw Ameryki (1984, 1988)
  - uniwersjady (1985)
- Uczestnik:
  - igrzysk olimpijskich (1984 – 4. miejsce, 1988 – 6. miejsce)
  - mistrzostw świata (1978 – 6. miejsce, 1982 – 6. miejsce, 1986 – 8. miejsce)
  - uniwersjady (1979, 1981, 1983, 1985)
  - igrzysk panamerykańskich (1987 – 5. miejsce)
- Powołany do kadry Kanady na igrzyska olimpijskie, w Moskwie (1980), zbojkotowane przez Kanadę.

### Trenerskie
Drużynowe
- Wicemistrz:
  - igrzysk panamerykańskich (2015)
  - Ameryki (1999)
- Brązowy medalista mistrzostw Ameryki (2001, 2015)
- Uczestnik:
  - igrzysk:
    - olimpijskich (2000 – 7. miejsce)
    - panamerykańskich (1999 – 7. miejsce, 2003 – 7. miejsce)

  - mistrzostw:
    - świata (2002 – 13. miejsce)
    - Ameryki (1999, 2001, 2003 – 4. miejsce, 2013 – 6. miejsce, 2015)

Indywidualne
- Laureat nagrody Raptors – Coach Mac Award (2005)
- Członek Galerii Sław:
  - Kanadyjskiej Koszykówki
  - Sportu Kanadyjskiego Komitetu Olimpijskiego
  - Koszykówki Kolumbii Brytyjskiej
  - Koszykówki Ontario (2000)
  - Simon Fraser Athletic
  - Niagara Falls